# صرخة الرعب (مسرحية)
صرخة الرعب مسرحية كويتية من تأليف وإخراج عبد العزيز المسلم.

## ملخص الأحداث
تأتي الشرطة إلى منزل أسرة بوخالد التي تتكون من الأب (بوخالد) والأم(أم خالد) وأبنهما خالد واخته للتحقيق في قضية وفاة شاب في أحتفال بعيد الهيلويين ،للكشف عن خفايا وأسرار تحدث في ذلك المنزل الكبير، عند خروج شبح لهم يهددهم ويخيفهم.
من هو ذلك الشبح؟؟ وما هو مصير تلك الأسرة؟؟
تعالج المسرحية تلك المشاكل التي في الحياة اليومية وتقدم الحلول لمشاكل الشباب لأبنائهم.

## بطولة
- عبد العزيز المسلم
- انتصار الشراح
- عبد الإمام عبد الله
- هيا الشعيبي (اعتذرت عن مواصلة العروض)
- علي الغرير
- عادل المسلم
- علي السميري
- عبد الرزاق خلف
- مي البلوشي
- علي الفرحان وأسماء.

## مضمون المسرحية
وتطرح المسرحية العديد من القضايا الاجتماعيه والإنسانية الجريئة منها قضايا انحراف الشباب والمخدرات والسحر والشعوذة والعلاقات الغير شرعيه وقضايا التعليم وانشغال الآباء عن أبنائهم والاعتماد على الخدم بقالب من الإثارة والدراما والكوميديا المرعبه.

## حقائق
- صرخة الرعب سابع مسرحية رعب وقد عرضت في عيدالفطر على سينما غرناطة بالكويت ولمدة 10 أيام فقط ومن ثم عرضت بالخليج وبعدها استمرت عروضها على مسرح كيفان الكويتي بقبول جماهيري مميز.
- تغيرات : في بداية عروضها عرضت فقط 10 أيام بسبب ارتباط صالة سينما غرناطه بنشاطات أخرى وكان أحد أبطال العمل هيا الشعيبي وعماد العكاري ولكنهم اعتدروا بعد ذلك عن مواصلة العروض وأخذت دور هيا الشعيبي الفنانة مي البلوشي مع تغير نوع الكركتر وأخذ دور مي البلوشي الفنان البحريني علي الغرير مع تغير نوع الكركتر وتم إضافة دور لعمر اليعقوب وعرضت في البحرين وقطر ومن ثم عاودوا عروضها بالصيف في الكويت وتم تخفيف الرعب في عروض الصيف. وقد تم تصوير العروض الأولى وأيضا العروض الثانية لكن عبد العزيز المسلّم فضل عروض الصيف على العروض الأولى وأصدرها على dvd مع وضع استعراضات العروض الأولى بدلا من العروض الثانية.

،جسد عبد العزيز المسلّم في هذه المسرحية دور المحقق على هيئه اعبيد والذي يكلف بالتحقيق للجريمة التي حدثت في البيت.
| سبقه الرجل الذئب | أعمال مسرح السلام 2003 و2004 | تبعه كول يا شباب |